# Desarrollo musical

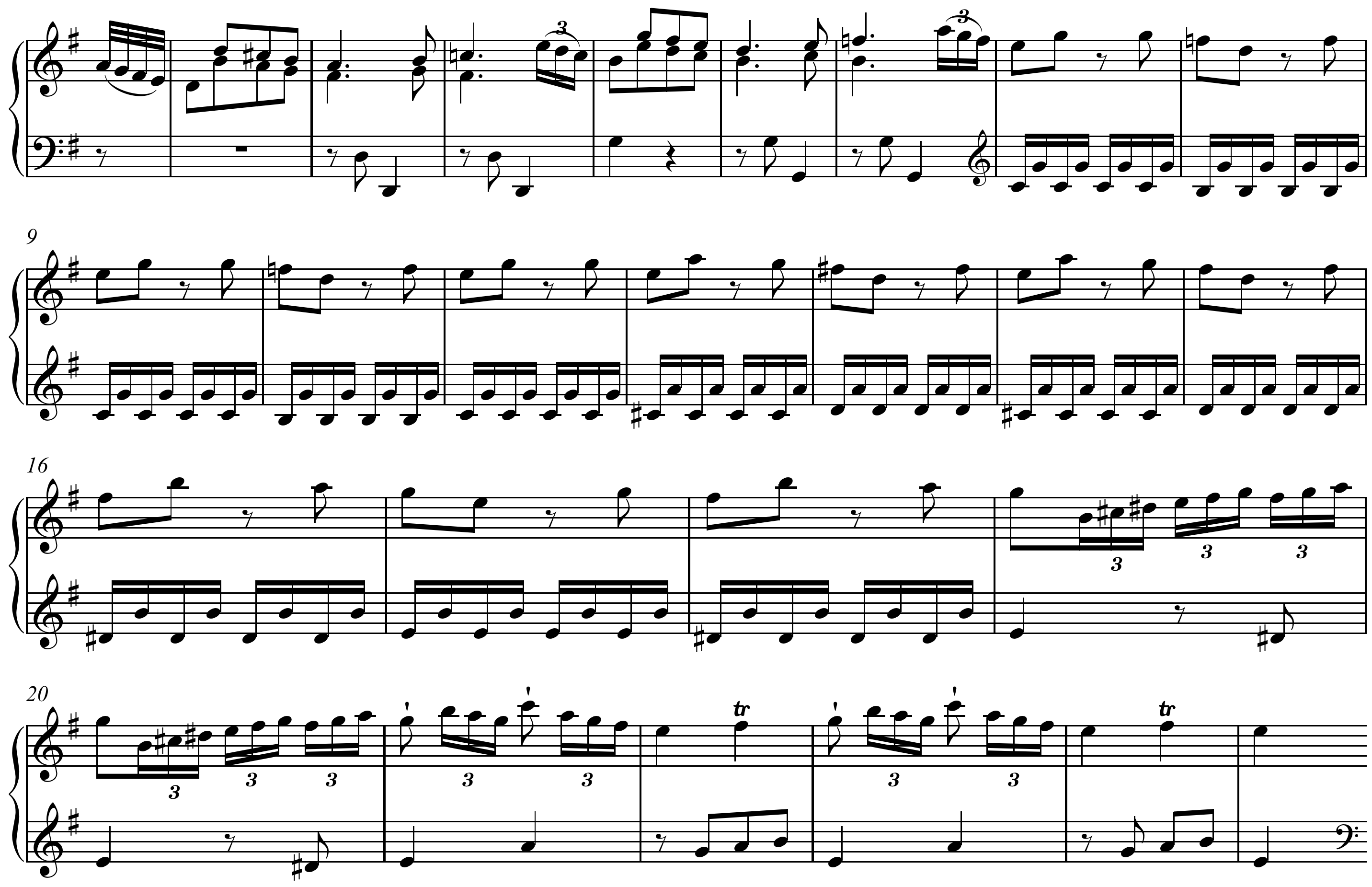
Desarrollo en la Sonata en sol mayor, Hob. XVI: G1, I, compases 29-53 de Joseph Haydn.

Desarrollo en música es un proceso por el cual una idea musical se comunica en el curso de una composición. Se refiere a la transformación y reafirmación del material inicial y a menudo se contrasta con la variación, que es un medio ligeramente diferente para el mismo fin. El desarrollo se realiza sobre porciones de material tratadas de muchas presentaciones diferentes y combinaciones a la vez, mientras que la variación depende de un tipo de presentación cada vez.
En este proceso, ciertas ideas centrales se repiten en diferentes contextos o de una forma modificada, de modo que la mente del oyente compara consciente o inconscientemente las diversas encarnaciones de estas ideas. Los oyentes pueden aprehender una "tensión entre resultados esperados y reales" (véase ironía), que es una "elemento sorpresa" en la música. Esta práctica tiene sus raíces en el contrapunto, donde un tema o asunto puede crear una impresión de orden agradable o afectivo, pero que va a deleitar a la mente más allá, ya que sus capacidades de contrapunto se muestran poco a poco.
La forma musical que explota tradicionalmente el desarrollo al máximo es la forma sonata, que cuenta con una sección después de la exposición y antes de la recapitulación en la que se desarrolla el material de la sección de la exposición. En algunos textos más antiguos, esta sección de desarrollo se puede denominar "fantasía libre".